# IC 2269
IC 2269 est une galaxie spirale située dans la constellation des Cancer. Sa vitesse par rapport au fond diffus cosmologique est de 4 208 ± 16 km/s, ce qui correspond à une distance de Hubble de 62,1 ± 4,4 Mpc (∼203 millions d'al). Elle a été découverte par l'astronome allemand Max Wolf en 1901.
En raison d'une brillance de surface égale à 11,15  mag/am2, on peut qualifier IC 2269 de galaxie présentant une brillance de surface élevée.

## Groupe de NGC 2254
La galaxie IC 2269 fait partie du groupe de NGC 2554 qui comprend au moins 6 galaxies. Outre IC 2269 et NGC 2554, les 3 autres galaxies du groupe sont IC 2248, UGC 4299, UGC 4304 et MGC 4-20-34.